# Herbert Holba
Herbert Holba (* 7. Mai 1932 in Wien; † 26. Oktober 1994 ebenda) war ein österreichischer Cineast, Filmkritiker, Filmhistoriker sowie Regisseur für Film, Fernsehen und Hörfunk.

## Leben
Autodidaktisch beschäftigte sich Holba seit seiner frühen Jugend mit dem Film und all seinen Aspekten. Ab 1945 sammelte er Filmfotos und Filmstills, Filmprogrammhefte, Filmplakate, Videos, Dokumente und allerlei andere Gegenstände und Materialien zum Thema Film. Diese Sammlung brachte er 1965 mit Peter Spiegel in das von ihnen gegründete Filmdokumentationszentrum „ACTION“ im Wiener Augarten ein, das bald zur größten privaten Sammlung zum Thema Film in Österreich wurde. Dieses Filmdokumentationszentrum wurde 2001 dem Filmarchiv Austria angegliedert. 1965 gründete Holba unter dem Namen ACTION auch einen Filmclub und das erste Alternativkino Österreichs in Wien-Wieden. Auch eine Filmzeitschrift mit gleichem Titel wurde von 1965 bis 1969 von ihm herausgegeben.
1962 verfasste er mit Helmut Blobner 1000 Jahre Filmgeschichte – der politische Propagandafilm als Teil einer Schriftenreihe des Wiener Jugendfilmclubs. In den 1960er- und den frühen 1970er-Jahren war Holba Drehbuchautor und Regisseur bei einigen Kurz- und Fernsehfilmen sowie einem Spielfilm. Diese Produktionen entstanden zumeist gemeinsam mit Ernst A. Ekker, Peter V. Meiselmann und Martin Radinger. Der Kino-Spielfilm Die ersten Tage wies die Besonderheit auf, als Stummfilm konzipiert worden zu sein, obwohl er auf einem Hörspiel basierte. Der Film wurde auch im Wettbewerb der Internationalen Filmfestspiele von Berlin 1971 gezeigt.
1972 und 1973 arbeitete Holba in der Redaktion der Filmkundlichen Hefte, die vom Deutschen Institut für Filmkunde (DIF) in Wiesbaden herausgegeben wurden. Zu dieser Zeit, 1972, begann auch seine filmwissenschaftliche Arbeit mit der Buch-Dokumentation Illustrierter Film-Kurier 1924-1944, die 3518 Filmprogrammhefte katalogisiert. Einige seiner Bücher erschienen auch im Eigenverlag seines Filmdokumentationszentrums, dem „Verlag des Dokumentationszentrums Action“.
Zwischen 1970 und 1974 lieferte Holba Beiträge zur Schriftenreihe der internationalen Filmfestspiele von Berlin ab: „Fred Astaire und Ginger Rogers“, „Eddie Cantor“, „Ludwig Berger“, „Lilian Harvey“ und weitere.
Zwischen 1976 und 1979 war er Initiator und Kurator der Viennale-Retrospektiven über Werner Hochbaum, Erich Engel, Emil Jannings und den „phantastischen Deutschen Film“. Ab 1976 programmierte Holba die ACTION-Kinos „Neubauer“, „Admiral“ und „Rechbauerkino“ in Graz.
In den Jahren 1978 bis 1980 war Herbert Holba als Autor der Ö1-Radiosendungen Filme sehen und verstehen und Filmgeschichte in Fortsetzungen, von der jährlich 37 Sendungen erschienen, tätig. Zu dieser Zeit war er auch Redakteur der Ulmer filmhistorischen Fachzeitschrift F (= Filmjournal).
1984 gab er Reclams deutsches Filmlexikon heraus. Von 1985 bis 1987 war er filmhistorischer Konsulent und Koautor für die 21-teilige ORF-Fernsehdokumentationsserie Das waren Zeiten über deutschsprachige Tonfilmschlager zwischen 1930 und 1960 in Form von Kompilationsfilmen und Filmessays.

## Veröffentlichungen (Auswahl)
- Herbert Holba, Helmut Blobner: O. W. Fischer: Phänomen einer schauspielerischen Persönlichkeit. Wien, Stuttgart, Basel 1964
- Herbert Holba: Illustrierter Film-Kurier: 1924 - 1944. Deutsches Institut für Filmkunde, Wiesbaden 1972
- Herbert Holba: Katalog der Illustrierten Film-Bühne, Kino-Programme. Verlag des Dokumentationszentrums Action, Wien 1976
- Herbert Holba mit Manfred Lichtenstein und Günter Schulz: Filmprogramme in der DDR: 1945 - 1975. Verlag des Dokumentationszentrums Action, Wien 1976
- Herbert Holba, Helmut Dan, Peter Spiegel (Hrsg.): Werner Hochbaum: Filme 1929 - 1939. Retrospektive der Viennale, Verlag des Dokumentationszentrums Action, Wien 1976
- Herbert Holba, Helmut Dan, Günter Knorr: Erich Engel: Filme 1923 - 1940. Retrospektive der Viennale, Verlag des Dokumentationszentrums Action, Wien 1977
- Herbert Holba, Peter Spiegel, Günter Knorr: Gustaf Gründgens: Filme. Verlag des Dokumentationszentrums Action, Wien 1978
- Herbert Holba: Katalog der Illustrierten Film-Bühne, Kino-Programme. Verlag des Dokumentationszentrums Action, Wien 1978
- Herbert Holba, Peter Spiegel, Günter Knorr: Reclams deutsches Filmlexikon – Filmkünstler aus Deutschland, Österreich und der Schweiz. Verlag Reclam, Stuttgart 1984, ISBN 3-15-010330-4
- Herbert Holba (Red.): Katalog geförderter österreichischer Filme. Verlag des Dokumentationszentrums Action, Wien 1985
- Arthur Maria Rabenalt, Herbert Holba (Hrsg.): Joseph Goebbels und der „grossdeutsche“ Film. Verlag Herbig, München 1985

Hörspiele
Hörspiele von Herbert Holba, erstellt für den ORF:
- 1985: Die Patrioten – Aus der Lebensgeschichte von Johann und Josef Schrammel
- 1986: Besetzung des Hauses – Rekonstruktion der Lebensgeschichte von Ferdinand Raimund und Therese Krones

Filme
- 1961: Partner (Kurzfilm; Regie, Drehbuch gemeinsam mit Helmut Buchhart)
- 1962: Die Marionette (Kurzfilm; Drehbuch und Regie)
- 1964: Genesis (Kurzfilm; Drehbuch und Regie)
- 1965: Tote sterben schneller (Dokumentarfilm; Drehbuch und Regie)
- 1967: Sie (Kurzfilm; zwei Versionen Drehbuch und Regie)
- 1968: Flipper (Kurzfilm; Regie)
- 1969: Solo für einen Menschenfreund (Fernsehfilm; Drehbuch gemeinsam mit Martin Radinger und Ernst A. Ekker, Regie: Helmut Pfandler)
- 1969: Hans im G. (Kurzfilm; Drehbuch mit Dieter Holzinger, Regie: Peter Meiselmann und Martin Radinger)
- 1970: J, Ja, Ja, s'ist traurig, aber wahr (Kurzfilm; Drehbuch mit Ernst A. Ekker und Peter Meiselmann, Regie: Peter Meiselmann)
- 1970: Zug fährt Wiental (Fernsehfilm; Drehbuch, Regie: Günter Gräwert)
- 1971: Die ersten Tage (Spielfilm; Regie, Drehbuch mit Wilhelm Pellert und Ernst A. Ekker)
- 1972: Der letzte Werkelmann (Fernsehfilm; Drehbuch gemeinsam mit Ernst A. Ekker, Regie: Jörg A. Eggers)